# ウリジンキナーゼ
ウリジンキナーゼ(Uridine kinase、EC 2.7.1.48)は、以下の化学反応を触媒する酵素である。
ATP + ウリジン {\displaystyle \rightleftharpoons } ADP + UMP
従って、この酵素の基質はATPとウリジンの2つ、生成物はADPとUMPの2つである。
この酵素は転移酵素、特にアルコールを受容体とするホスホトランスフェラーゼに分類される。この酵素の系統名は、ATP:ウリジン 5'-ホスホトランスフェラーゼ(ATP:uridine 5'-phosphotransferase)である。この酵素は、ピリミジンの代謝に関与している。

## 構造
2007年末時点で、8つの構造が解明されている。蛋白質構造データバンクのコードは、1UDW、1UEI、1UEJ、1UFQ、1UJ2、1XRJ、2JEO及び2UVQである。